# Lim Si-hyeon
Lim Si-hyeon (født 13. juni 2003 i Gangneung) er en sydkoreansk bueskytte, der vandt de maksimale tre guld i bueskydning ved sommer-OL 2024.

## Karriere
Lim fik sin internationale debut i 2023 og opnåede maksimalt succes, da hun vandt VM-guld for mixed hold og blev en tredobbelt guldmedaljevinder ved de asiatiske lege.
Ved sommer-OL 2024 slog Lim verdensrekorden i ranglisten med 694 point. Lim vandt herefter guld i både den individuelle konkurrence og i de to holdkonkurrencer (damer og mix).